# 1997 ST
1997 ST är en asteroid i huvudbältet som upptäcktes den 16 september 1997 av Beijing Schmidt CCD Asteroid Program vid Xinglong-observatoriet.
Asteroiden har en diameter på ungefär 4 kilometer.